# Ctenodactylidae

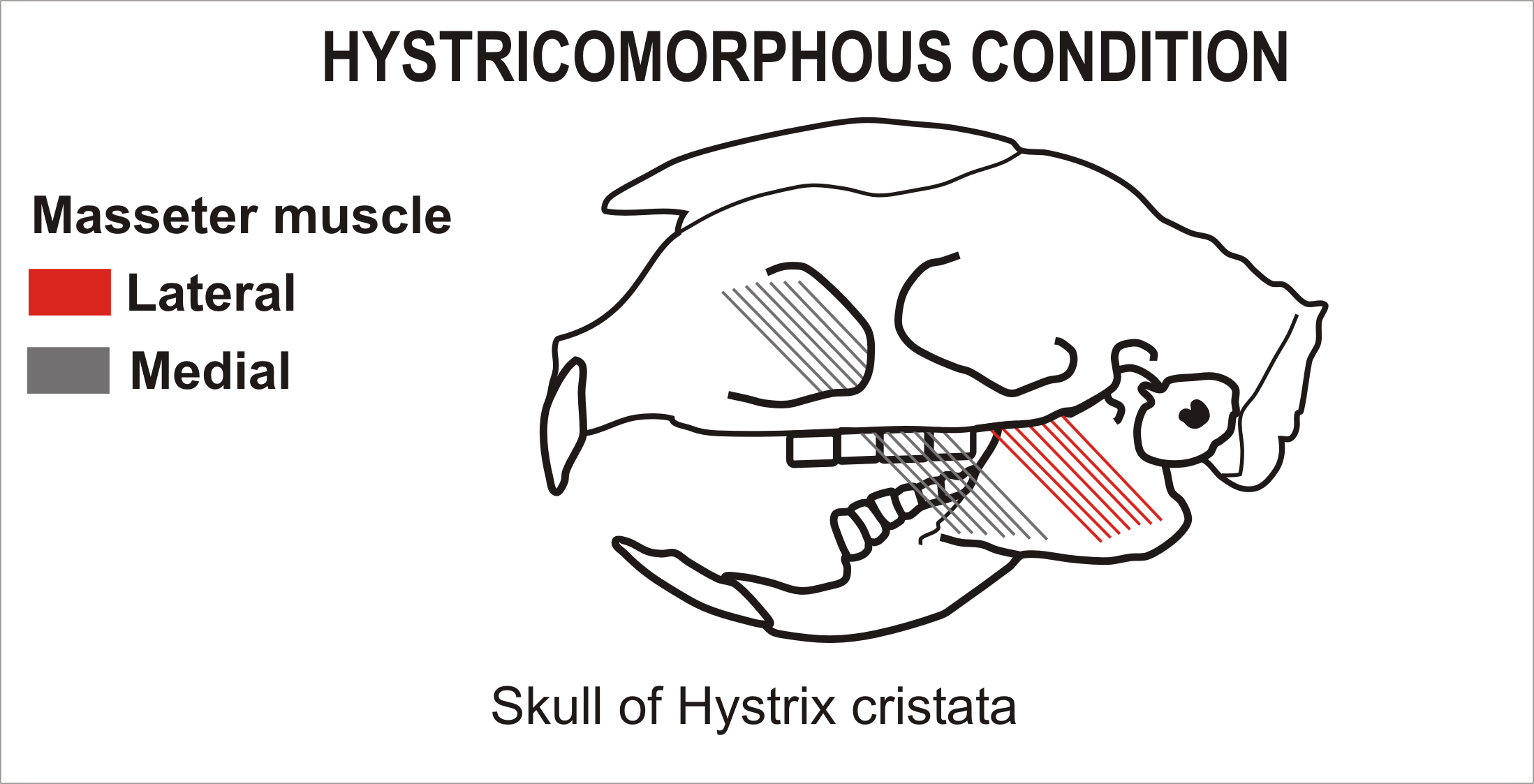
Fig.1

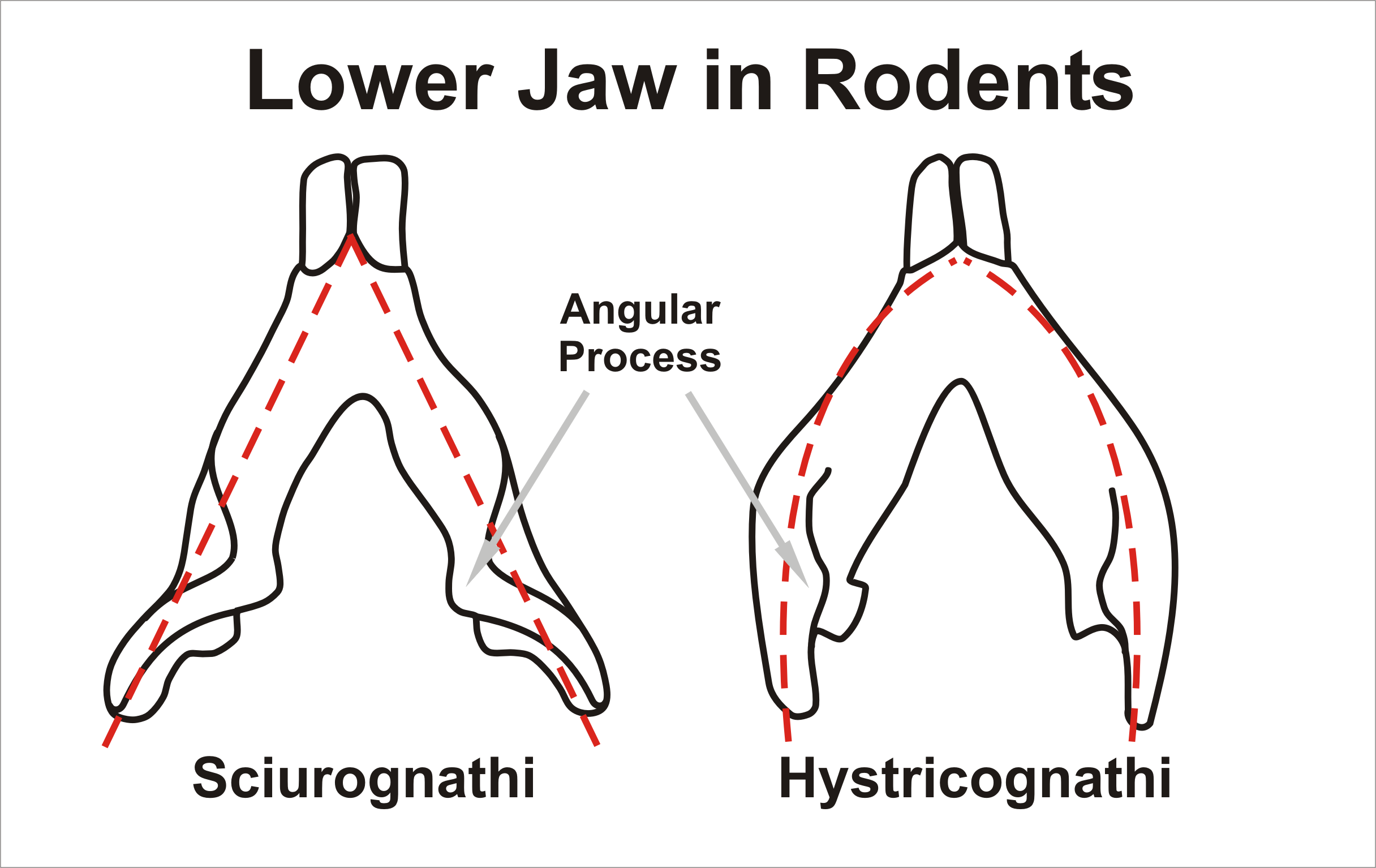
Fig.2

Gli Ctenodattilidi (Ctenodactylidae Gervais, 1853) sono una famiglia di Roditori, del sottordine degli Istricomorfi comunemente noti come gundi. 

## Descrizione

### Dimensioni
Si tratta di roditori di medie dimensioni con la lunghezza del corpo tra 124 e 228 mm, la lunghezza della coda tra 20 e 85 mm e un peso fino a 396 g.

### Caratteristiche craniche e dentarie
Il cranio si allarga posteriormente a causa dell'espansione delle arcate zigomatiche. Le bolle timpaniche e le orbite sono grandi. Le prime sono moderatamente rigonfie. Le placche zigomatiche sono piccole e si estendono dorsalmente soltanto a metà del processo mascellare. La disposizione del massetere è tipicamente istricognata (Fig.1). Gli incisivi superiori hanno solitamente un solco longitudinale poco pronunciato. I denti masticatori sono a crescita continua, eccetto che in Pectinator spekei. La mandibola, di tipo sciurognato (Fig.2), è fine e praticamente priva del processo coronoide.

### Aspetto
I membri della famiglia sono molto simili tra loro nell'aspetto esteriore. Il corpo è compatto, gli arti sono brevi e la coda è molto piccola e cespugliosa. La pelliccia è molto densa. Le zampe hanno quattro dita ciascuna. Il nome della famiglia è originato dalla presenza di setole disposte a pettine sopra ogni dito dei piedi. Gli artigli sono affilati e solitamente non toccano mai il terreno; vengono utilizzati esclusivamente per arrampicarsi e mai per scavare o pettinarsi.

## Distribuzione
È una famiglia di roditori rupicoli diffusi principalmente nell'Africa settentrionale e nel Corno d'Africa.

## Tassonomia
La famiglia è suddivisa in quattro generi e cinque specie:
- Ctenodactylus
- Felovia
- Massoutiera
- Pectinator

## Evoluzione
Gli Ctenodattilidi è una delle due sole famiglie recenti dell'infraordine degli Ctenodactylomorphi del sottordine Hystricomorpha e comprendono alcuni dei più antichi roditori fossili. Considerando la combinazione di un cranio istricomorfo, di una mandibola sciurognata e del premolare di aspetto non molariforme, alcuni autori ipotizzarono che gli Ctenodattilidi fossero il gruppo alla base di tutti gli altri roditori. Studi più recenti, basati su analisi molecolari, hanno provato una relazione con i roditori istricognati, se non una robusta parentela, ed hanno proposto la formazione di una nuova clade chiamata Ctenohystrica. Questa clade, insieme con altre linee evolutive (Sciuroidea e Gliridea) si suppone possa essere emersa a ridosso del passaggio tra il Cretaceo ed il Cenozoico. Successivamente alla loro radiazione in Asia durante l'Eocene, gli Ctenodactyloidea estesero il proprio areale verso ovest e scomparvero invece dall'estremo oriente. Raggiunsero successivamente il Mediterraneo e l'Africa settentrionale durante il tardo Eocene. Due generi, Africanomys e Metasayimys, sono stati descritti da fossili risalenti al tardo Miocene del Nordafrica. Durante il basso Pleistocene, in Africa Settentrionale era abbastanza comune il genere Irhoudia. Attualmente la famiglia è ridotta a quattro generi e cinque specie viventi.